# Bilhorod-Dnistrovskyj
Bilhorod-Dnistrovskyj (ukrainska: Білгород-Дністровський lyssna (fil), ryska: Белгород-Днестровский: Belgorod-Dnestrovskij, rumänska: Cetatea Albă), tidigare Akkerman (till 1944), är en stad i Odessa oblast i sydvästra Ukraina. Staden ligger cirka 44 kilometer sydväst om Odessa. Bilhorod-Dnistrovskyj beräknades ha 47 727 invånare i januari 2022.
Staden ligger på högra (västra) sidan av floden Dnestrs delta, 18 kilometer från Svarta havet. På 1300-talet styrdes den av republiken Genua och kallades Moncastro. Turkarna erövrade staden 1484 och ändrade dess namn till Akkerman 1503. Under 1600- och 1700-talet styrdes staden av en underavdelning av Nogajhorden och från 1812 av kejsardömet Ryssland. Mellan 1918 och 1940 hette staden Cetatea Albă och tillhörde kungariket Rumänien. År 1940 inlemmades den i Sovjetunionen.
Akkermans fästning, som omges av en två kilometer lång mur, byggdes 1438–1454 av mäster Fedorko. Stadens hamn byggdes 1970.